# Каракочан
Каракочан (тур. Karakoçan) — город и район в провинции Элязыг на востоке Турции.

## Население
Большинство населения составляют курды, в том числе курды-заза. До Первой мировой войны здесь также жили христианские армяне. Кроме того, в районе проживают сунниты и алевиты.